# Rujewa
Rujewa è una circoscrizione urbana (urban ward) della Tanzania situata nel distretto di Mbarali, regione di Mbeya. Conta una popolazione di 29 473 abitanti (censimento 2012).